# Церковь Святого Николая Чудотворца (Рудамина)
Храм во имя святителя Николая Чудотворца — приходской храм Виленской и Литовской епархии Русской православной церкви в Рудамине (Вильнюсский район), построенный в 1876 году.

## История
Первый православный храм в Рудамине появился в 1866 году в здании бывшего костёла и назывался храм Преображения Господня. В 1874—1876 годах была построена каменная церковь, а из древесины старой церкви построена часовня святого Николая Чудотворца. Во время Первой мировой войны Преображенский храм был разграблен. Храм Преображения Господня пострадал во время Великой Отечественной войны и не был отстроен. Приходским храмом стала часовня во имя святителя Николая Чудотворца. В 1947 году власти зарегистрировали приход. В то время постоянных прихожан было около 60 человек.